# العلاقات السيشلية الكورية الشمالية
العلاقات السيشلية الكورية الشمالية هي العلاقات الثنائية التي تجمع بين سيشل وكوريا الشمالية.

## مقارنة بين البلدين
هذه مقارنة عامة ومرجعية للدولتين:
| وجه المقارنة                                              | سيشل                                                | كوريا الشمالية                        |
| --------------------------------------------------------- | --------------------------------------------------- | ------------------------------------- |
| المساحة (كم2)                                             | 459                                                 | 120.54 ألف                            |
| عدد السكان (نسمة)                                         | 95.84 ألف                                           | 25.49 مليون                           |
| الكثافة السكانية (ن./كم²)                                 | 20.88 ألف                                           | 211.47                                |
| العاصمة                                                   | فيكتوريا                                            | بيونغيانغ                             |
| اللغة الرسمية                                             | لغة فرنسية، لغة إنجليزية، اللغة الكريولية السيشيلية | لغة كوريا الشمالية القياسية ‏          |
| العملة                                                    | روبية سيشلية                                        | وون كوري شمالي                        |
| الناتج المحلي الإجمالي (بليون دولار)                      | 1.49 مليار                                          |                                       |
| الناتج المحلي الإجمالي (تعادل القوة الشرائية) بليون دولار | 2.54 مليار                                          |                                       |
| الناتج المحلي الإجمالي الاسمي للفرد دولار أمريكي          | 15.48 ألف                                           |                                       |
| الناتج المحلي الإجمالي للفرد دولار أمريكي                 | 26.42 ألف                                           |                                       |
| مؤشر التنمية البشرية                                      | 0.772                                               |                                       |
| رمز المكالمات الدولي                                      | +248                                                | +850                                  |
| رمز الإنترنت                                              | .sc                                                 | .kp                                   |
| المنطقة الزمنية                                           | ت ع م+04:00                                         | ت ع م+08:30، ت ع م+08:30، ت ع م+09:00 |

## منظمات دولية مشتركة
يشترك البلدان في عضوية مجموعة من المنظمات الدولية، منها:
| علم المنظمة | اسم المنظمة              | تاريخ انضمام سيشل | تاريخ انضمام كوريا الشمالية |
| ----------- | ------------------------ | ----------------- | --------------------------- |
|             | يونسكو                   | 18 أكتوبر 1976    | 18 أكتوبر 1974              |
|             | الاتحاد البريدي العالمي  | ?                 | ?                           |
|             | الأمم المتحدة            | 21 سبتمبر 1976    | 17 سبتمبر 1991              |
|             | الاتحاد الدولي للاتصالات | 17 سبتمبر 1999    | ?                           |

## وصلات خارجية
- موقع وزارة الخارجية الكورية الشمالية